# 鈴木猛
鈴木 猛（すずき たけし、7月28日 - ）は、日本のイラストレーター、漫画家。愛称は「すずたけ」「おすしびっち」。

## 作風
太い輪郭線と極採色を用いた、アメリカのカートゥーンのようなポップなキャラクターを描くことが特徴。また、彼のイラストやコミックはナンセンスな色合いが強く、ポップな画風とあいまって人気の元になっている。
イラストやコミックで自身を登場させることが良くあり、そのときには「おにょにょのぷ〜」という謎の言葉を多用する。

## 略歴
学生時代に同級生たちと「サークルゆど〜ふ」を結成し、『タクテクス』などに雑誌投稿や同人誌制作などの活動をしていた。このころ『シミュレイター』でライターデビューをしている。その後サークルの中心人物であった菊池たけしや藤村まどかと共にテーブルトークRPGのライター集団「スタジオ世界館」を結成しプロライターを志向する。『タクテクス』（のちに『RPGマガジン』）を中心に、テーブルトークRPGの記事を書くようになる（「スタジオ世界館」結成後も「ゆど〜ふ」の活動は継続しており、サークルメンバーはテストプレイやリプレイ用のプレイに参加していた）。
鈴木はイラストを担当していて、彼の持ち味であるコミカルでポップな絵柄は、文章を担当していた菊池たけしの軽快な文体とあいまって、高い人気を誇った。菊池と鈴木はコンビのような関係で、当時は必ず二人セットでどんな記事も書かれていて、鈴木のイラストが菊池と無関係なところで見られることは少なかったが、菊池たけしがテーブルトークRPGの製作会社であるファーイースト・アミューズメント・リサーチに入社して後は、鈴木が菊池の記事のイラストを担当することはなくなり、鈴木はいわばフリーランスのような形になりいくらかの雑誌などで活動するようになった（なお、この時期に菊池と鈴木が喧嘩別れしたという説もあるが決定的な確証がある話ではない。菊池たけし#経歴の項目も参考のこと）。
近年は『コミックガム』が主要な活動の場になっている。

## エウレカについて
鈴木猛が創造したキャラクターに「エウレカ」という謎生物がいる。カブに手足が生えたマンドラゴラのような生物で、独特のとぼけた口調でしゃべるナンセンスなキャラクターである。語尾が「〜だぞ」というのが特徴。
エウレカはもともとは菊池と鈴木がコンビを組んでいた時代に「スタジオ世界館」の記事に使われていたマスコットキャラクターなのだが、二人はそれぞれ単独で活動するようになってからもエウレカは鈴木猛のイラストにモブキャラクターのような形で出続けて、鈴木猛の代名詞のようなキャラクターになった。
エウレカを主役にしたコミック『エウレカまんが』もある。
エウレカの名前の由来はギリシャ語の「真実（ΕΥΡΗΚΑ）」と鈴木猛の言葉としてRPGマガジンに載ったことがある（アルキメデスが公衆浴場でアルキメデスの原理を発見したとき、エウレカと叫びながら裸のまま城に向かったのが有名）。

### エウレカにまつわる逸話
- 鈴木猛がデザインしたカードゲーム『モンスターメーカー4・四つの神秘』には「エウレカ」というモンスターが登場。以後モンスターメーカー世界に「エウレカ」が登場するようになる。こちらのエウレカは九月姫によって描かれ、「マンドラゴラのような生物」ではあるものの、外見はまったく違う。

- 『RPGマガジン』でスタジオ世界館は一時期『ビヨンド・ローズ・トゥ・ロード』の関連記事を書いていたが、そのサプリメント（追加データ集）である『変異混成術師の夜』のルールに基づいてエウレカの種族を判定するという企画を、記事内で菊池たけしが行っている。それによれば、エウレカは「人間」であった。

- 初出は1989年9月1日発行シミュレーション・ゲームマガジン『月刊タクテクス』誌No.70（雑誌コード05981-9。ホビージャパン社。『RPGマガジン』の前身）。菊池たけし著。イラストレーション鈴木猛（スタジオ世界館の結成前であり未表記）。「ルール・ザ・ワールド」（エポック社発売のテーブルトークRPGシステム）のリプレイ記事「呉服屋の陰謀」（カラー全7頁）でプレイヤーC氏の担当するプレイヤーキャラクターとして初登場。キャラクターシートのプレイヤー名は「おすしびっち」の記載あり。他キャラクターはプレイヤー名が消されている。当時の解説は以下の通り。

```
双山・エウレカ

謎の怪しげな高校生。オス。18歳。正義感のタイプはホット・リーガル。自分は立派な地球人だと言い張るが、まわりの生きとし生けるものは絶対それを認めないという喜劇の人。実は彼は、フランス人とマンドラゴラ星人のハーフと日本人の間に生まれたという、宇宙人のクォーター。宇宙人の遺伝子のせいか体力値が1しかなく、ダメージをくらうと即重症となる愉快な人（彼はマンドラゴラ星人の子孫らしいが、土中から引き抜くと奇声を発するかどうかは定かではない）。劇中では主にオカルト技能を用い、即座に治癒が可能な呪術医スキル（但し準備に1時間詠唱が必要）や、マジックファイア（攻撃魔法、但し準備に1時間詠唱が必要）を使用。呪文は「どんぷっぷー」。
```

## 代表作

### コミック
- それゆけ!てんぷく突撃ドサ回り
- エウレカまんが―鈴木猛作品集

### テーブルトークRPG（ゲームデザイン）
鈴木猛はイラストレーターとしてだけでなく、テーブルトークRPGのデザイナーとして活動していた時期もある。
- モンスターメーカーRPG―ホリィアックス
- テン・ダンジョン―モンスターメーカーRPGシナリオ集 1
- ブルガンディ・ドリーム―モンスターメーカーRPG
- 魔法学園LUNAR! RPG（MAGIUSシリーズ）